# Jaroslav Křišťan
Jaroslav Křišťan (25. listopadu 1948 Počátky – 20. srpna 2013 České Budějovice) byl český grafik, scénograf, ilustrátor.

## Život a studia
Narodil se 25. listopadu 1948 v Počátkách. Dětství prožil ve Studené a v Dolní Cerekvi. Po absolvování Střední textilní školy strojní v Heleníně u Jihlavy zahájil v roce 1967 studia na Pedagogické fakultě v Českých Budějovicích, odkud přestoupil na Divadelní fakultu Akademie múzických umění v Praze, katedru loutkářství. Absolvoval obor technologie a jevištní scénografiie u profesora Richarda Landera a později Václava Kábrta. Docházel i na přednášky dějin umění a architektury u docenta Václava Mencla, navázal kontakty se Studiem Jiřího Trnky a studiem kresleného filmu Bratři v triku. Studium ukončil diplomovou prací Návrh scény a loutek pro hru Kacafírkova dobrodružství.

## Dílo
Jako scénograf působil ještě během studia v Malém divadle v Českých Budějovicích, kde navrhl pro hru Jiřího Středy Sluha a tři mušketýři v té době největší loutky v Čechách. Jako technolog spolupracoval s výtvarnicí divadla Jaroslavou Žátkovou na hře Mauglí. Společně také realizovali sádrovou maketu historického jádra Slavonic pro městské muzeum a maketu historické tvrze Žumberk. Vypracoval v roce 1988 logo a design interiéru foyeru Divadla rozmanitostí v Mostě nazvaný Tři zvonění.
Pracoval v Jihočeském muzeu v Českých Budějovicích, podílel se na scénografickém řešení výstav a expozic v muzeu v Prachaticích a ve Vimperku. Část profesního života se věnoval výstavnictví v útvaru hlavního architekta výstavy Země živitelka v Českých Budějovicích. V roce 1991 založil reklamní společnost Studio No 13, spol. s r. o. a věnoval se užité grafice, grafickému designu a spolupráci s architekty. Byl autorem řady logotypů desítek agentur a firem, navrhl logo Národnímu bezpečnostnímu úřadu (logo je již mírně upravené, ale základní myšlenka zůstala). Společně s Elke Haug, absolventkou vysoké školy reklamy a marketingu ve Stuttgartu, vytvořil mnoho marketingových studií a reklamních kampaní. Byl autorem plakátů pro Jihočeské divadlo, Jihočeské muzeum, kulturní a společenské organizace, průmyslové podniky (např. v r. 1974 Černá bižuterie a jablonecká secese; v r. 1978 Chráněná krajinná oblast Šumava; v roce 1980 vítězný návrh plakátu Celostátní zemědělská výstava; v roce 1983 vítězný plakát pro Rok české hudby).
Žil v Českých Budějovicích a v Horních Svincích. Jako člen Svazu českých výtvarných umělců vystavoval na kolektivních výstavách doma i v zahraničí (1976 Praha; 1979 České Budějovice, Brno). Byl členem volného sdružení výtvarníků Mladí jihočeští výtvarní umělci, se kterými se zúčastnil všech výstav. Samostatně vystavoval v Českých Budějovicích. Jeho volná tvorba je v soukromých sbírkách. Zemřel 20. srpna 2013 v Českých Budějovicích.

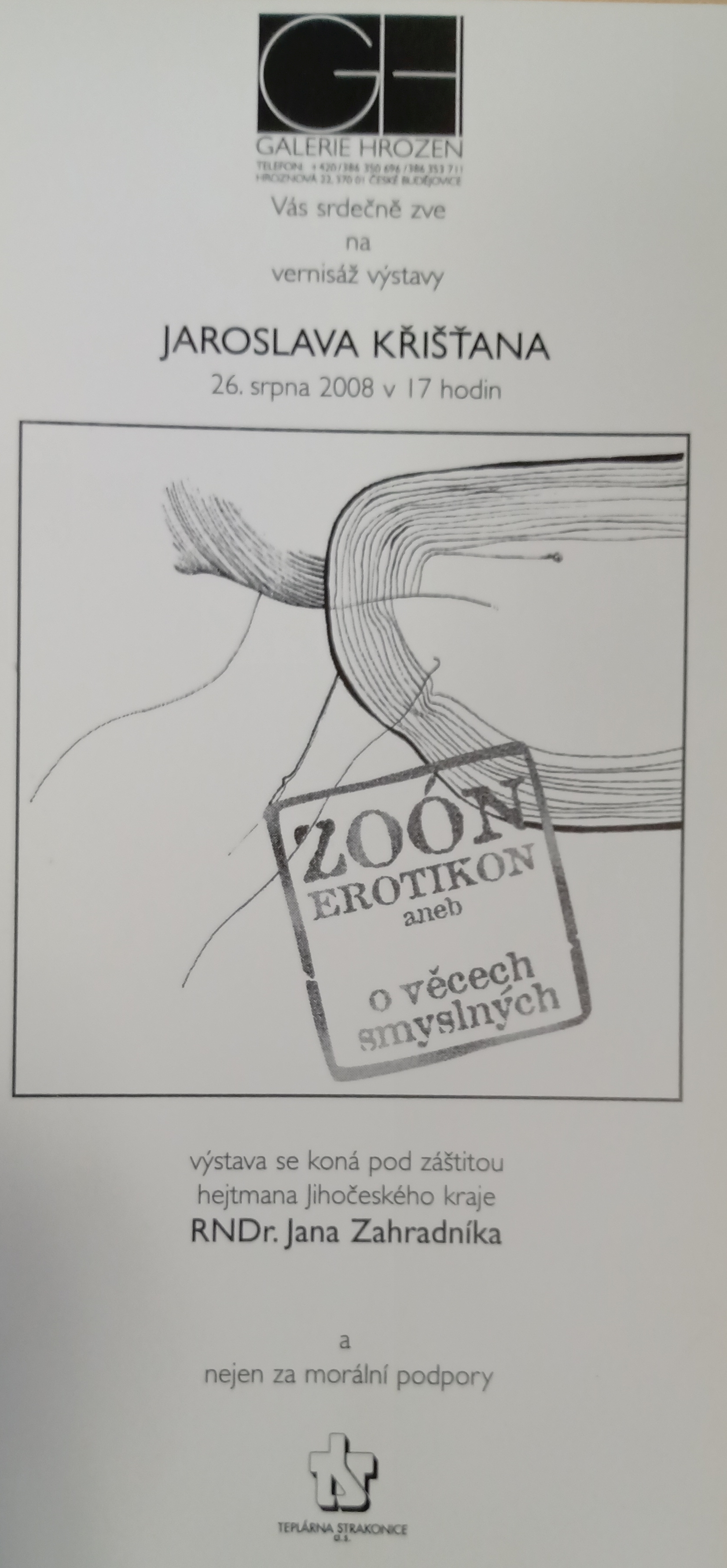

### Výstavy
- Albatros dětem – Praha 1976
- Užité umění – České Budějovice 1978

- Mladí jihočeští výtvarní umělci: 1979 (České Budějovice), 1980 (Tábor), 1980 (Blatná), 1980 (Český Krumlov), 1981 (Písek), 1982 (Jindřichův Hradec), 1983 (Most), 1983 (Štětín, Polsko), 1985 (Český Krumlov), 1986 (České Budějovice)
- Setkání 13 – Humpolec, Český Krumlov 1984–1986
- Užitá grafika v Jižních Čechách – České Budějovice 1988

- Mladí jihočeští umělci po 25 a více letech: 2007 (Písek), 2007(Jindřichův Hradec)[13]

### Samostatné výstavy
- Jaroslav Křišťan – České Budějovice, KSPPOP 1985
- Jaroslav Křišťan – Jihlava, Muzeum Vysočiny 1986
- Cvičení pro dvě ruce – České Budějovice, Dům kultury ROH 1986[14]
- Dokumentace – České Budějovice, Malá galerie U Hromádků 1988
- Bílá výstava – Galerie Mladá fronta 1994
- Zoón erotikon aneb o věcech smyslných – České Budějovice, Galerie Hrozen 2008[12]